# آدم‌خواری (فیلم ۱۹۸۸)
آدم‌خواری (پرتغالی: Os Canibais) فیلمی به کارگردانی مانوئل دی الیویرا است که در سال ۱۹۸۸ منتشر شد.